# Nachal Masu'ot
Nachal Masu'ot (hebrejsky נחל משואות) je vádí na Západním břehu Jordánu v Judských horách.
Začíná v nadmořské výšce okolo 750 metrů na západních svazích Judských hor na Západním břehu Jordánu jižně od izraelské osady Gva'ot v regionu Guš Ecion. Vede pak zalesněným údolím k severozápadu, přičemž se postupně zahlubuje do okolního terénu. Stáčí se k západu a skrz odlesněné pahorky prochází severně od izraelské osady Bat Ajin, přičemž od jihovýchodu sem ústí vádí Nachal Livne a Nachal Cofit. Pak prochází mezi palestinskými obcemi Jab'a a Surif. Na severním okraji Surifu ústí zprava do vádí Nachal Gdor.